# 坦宾湖

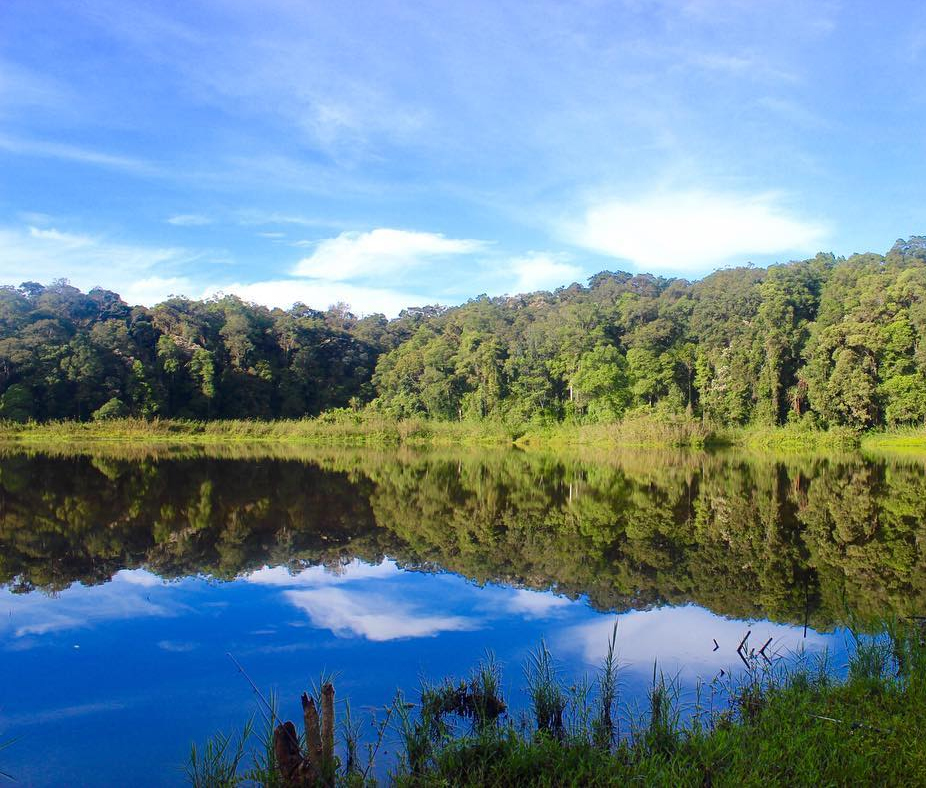
2016年10月的坦宾湖

坦宾湖（印尼语：Danau Tambing，帕莫纳语：Rano Tambing）是印度尼西亚苏拉威西岛中苏拉威西省的一座湖泊，位于波索县北洛雷区（Kecamatan Lore Utara）境内，湖面海拔1,700米，是罗瑞林都国家公园的一部分。
坦宾湖同托久乌纳乌纳县的托吉安群岛国家公园以及栋加拉县的丹戎卡朗旅游区（印尼语：Kawasan Wisata Tanjung Karang）一道，是中苏拉威西省最重要的三个旅游景点。2015年共有6,000名游客到访坦宾湖，2016年1月到8月间，到访游客总数达到13,000人。

## 资料来源
1. 1 2  . ANTARA Palu.   [13 Oktober 2016]. （原始内容存档于2017-02-23）.

1°11′24″S 120°10′48″E / 1.19000°S 120.18000°E